# 造語法
造語法（ぞうごほう）とはある言語に於いて既存の単語から新たな単語を作り出す際に使用される方法の事である。屈折を用いたもの、接辞を用いるもの、単語同士を結合させるものなど多種多様な造語法が存在している。

## 主な造語法
- 合成語（複合語、派生語、畳語）
- 品詞転換
- 借用語
- 略語
- 逆成

## 日本語の造語法
日本語は用言の活用や接尾辞の付加、あるいは単語の連結を用いて造語することが多い。後者の方法は孤立語である中国語の影響を受けて発達したものであり、殆どの漢語と多くの和語がこの方法に依り造語された。前者の方法は動詞等から派生名詞などを作る際に使用されることが多い。

## 英語の造語法
英語はかつては屈折により単語を生成していたが、現在では接辞や孤立語的な単語の連結を用いて造語することが一般的である。
たとえば、名詞 food（食物）／blood（血）から動詞 feed（食わせる）／bleed（出血する）を派生するのは屈折による方法であり、古くは広く用いられたが、現代ではこの造語法は用いられない。一方、形容詞から名詞を作る接尾辞-nessや副詞を作る接尾辞-lyは現代でも広く用いられる。
また understand や forgive などのように、動詞に接頭辞をつけて意味の異なる動詞にする派生法も、古くは広く用いられた（ラテン語やドイツ語にも多い）が、今ではこれに代わり動詞と副詞・前置詞を組み合わせて用いる群動詞（単語ではない）が用いられることが多い。

## ロジバンの造語法
ロジバンでは、単体でそのまま使用できる1200ほどの語根に加え、これらを組み合わせて最低でも144万の複合語を生成することができる。語根の一つ一つが独自の語幹形を有し、これを元にロジバン内における新語や外部からの借用語が作り出される。複合語はその形から構成要素となっている語を照応することができる。原理として同音異義語は存在しえない。